# Francis Lloyd (MP)
Francis Lloyd (1748 - 1799), de Domgay, Llandysilio, Montgomeryshire, foi um membro do Parlamento galês.
Ele foi um membro (MP) do Parlamento da Inglaterra por Montgomeryshire de 4 de abril de 1795 a 19 de fevereiro de 1799..